# Alphonse Penaud
Alphonse Penaud född 1850 död 1880, var en fransk ingenjör.
Penaud konstruerade en flygande stavmodell och en helikoptermodell. Stavmodellen visades upp för Le Société Francaise de la Navigation Aérienne som inte insåg betydelsen av dess flygande förmåga. Modellen hade en spännvidd på 15 cm och vägde endast 15 gram. Som motor fungerade ett gummisnöre som kunde få staven att flyga 60 meter rakt fram. Modellen var en orsakerna till bröderna Wrights intresse för flygning.
1877 fick han tillsammans med Paul Gauchot patent på ett flygplan försett med ellipsformade vingar uppbyggt av spryglar som sedan kläddes med tyg. Vingens spännvidd var 18,3 meter och hela farkosten vägde 1 179 kilo. Som kraftkälla beräknade han att han skulle använda en 30 hästkrafters motor. Man styrde flygplanet med en spak som var förbunden via linor till höjd- och sidroder. På elektrisk väg kunde dessutom flygplanet styras med en kompass som var kopplad till sidrodret. Flygplanet var mycket modernt för sin tid. Det var försett med en hastighetsmätare som påverkades av fartvindens tryck, ett vattenpass som angav lutningen samt en aneroidbarometer som gav höjden över marken. Den beräknade farten angavs till 90 km/h.
Penaud, som från början varit förmögen, letade efter finansiärer som kunde genomföra byggandet av ett prototypflygplan. När han efter tre år inte lyckats finansiera projektet, placerade han sina skrifter i en barnlikkista och tog sitt eget liv. Ett av Penauds största bidrag till flygforskningen var att han samlade Cayley skrifter och lät publicera dem.